# Wolfhard de Roth
Pour les articles homonymes, voir Roth.
Wolfhard von Roth (mort le 13 janvier 1302) est le 41e évêque d'Augsbourg de 1288 à sa mort.

## Famille
Wolfhard von Roth vient d'une famille d'Oberroth. Son frère Dietrich sera abbé de l'abbaye Saint-Ulrich-et-Sainte-Afre d'Augsbourg de 1266 à 1288.

## Biographie
Il est nommé chanoine de la cathédrale en 1256 et devient prévôt en 1286. En 1285, Wolfhard von Roth est nommé administrateur de l'abbaye Saint-Ulrich-et-Sainte-Afre.
Pendant son épiscopat, il se révèle être un économiste compétent et, grâce à ses talents de diplomate, règle un différend avec le duc Rodolphe de Bavière en 1296. Il bénéficie probablement d'un grand soutien dans la ville. Il entretient des liens étroits avec les communautés religieuses féminines, encore mal vues à l'époque : en 1262, il fait construire l'abbaye Sainte-Marguerite d'Augsbourg (de) pour des dames de Leuthau et paie 25 florins pour leur admission dans l'ordre dominicain.

## Sépulture
Wolfhard von Roth est enterré dans la cathédrale d'Augsbourg en 1302. Le tombeau de la chapelle Saint-Conrad, l'une des sept chapelles déambulatoires du chœur, est conservé. Le tombeau, coulé en bronze, est l'une des sculptures les plus insolites du XIVe siècle et soulève la question de savoir ce qui le distingue particulièrement, comme son âge : la plupart des évêques se représentent dans la trentaine, l'âge de la mort du Christ, alors que Wolfhard de Roth paraît émacié, beaucoup plus vieux. Un projet interdisciplinaire impliquant neuf scientifiques détermine que la plaque de bronze, semblant solide, est plutôt fragile : des fissures, des bulles et une surface poreuse indiquent des problèmes lors de la coulée, tandis que d'autres traces indiquent des influences mécaniques ultérieures. Le haut-relief est apparemment la première représentation d'un homme mort vêtu d'insignes dans les pays germanophones.